# Conny Janssen
Conny Janssen (Rotterdam, 1958) is een Nederlandse danseres, choreografe en artistiek leider. Ze heeft haar eigen dansgezelschap en haar moderne dansstukken zijn regelmatig in de prijzen gevallen.

## Opleiding en carrière
Conny Janssen rondde in 1982 haar opleiding aan de Rotterdamse Dansacademie af. Ze begon haar danscarrière bij het Haagse jazzdansgezelschap Djazzex, waar ze ook haar eerste ballet the Undertow (1988) maakte. In 1991 brak Janssen door met de voorstelling Eloï Eloï en in 1992 richtte zij haar eigen moderne dansgezelschap Conny Janssen Danst op. Ze is gastchoreograaf voor onder andere Djazzex, Amsterdamse Hogeschool voor de Kunsten, de Rotterdamse Dansacademie, Introdans, Introdans ensemble voor de jeugd, Dansgroep Krisztina de Châtel en Het Nationale Ballet. Conny Janssen is ook regelmatig te zien in het tv-programma So You Think You Can Dance.

## Erkenning
- 1994 - Aanmoedigingsprijs Choreografie van de Stichting Dansersfonds '79
- 1998 - Philip Morris Kunstprijs voor haar voorstelling Vijzel.
- 2007 - Door de Provincie Zuid-Holland bekroond met de titel 'Gezichtsbepalend'.
- 2012 - Ridder in de Orde van Oranje-Nassau[2]
- 2015 - Benoemd tot lid van de Akademie van Kunsten[3]
- 2016 - Rotterdam Promotie Prijs[4]
- 2019 - Gouden Zwaan[5]

## Producties (selectie)
- 1983 - Blues
- 1986 - Cantes de ida y vuelta
- 1987 - Street Life
- 1988 - the Undertow
- 1988 - Eloï Eloï
- 1991 - Three Is A Crowd
- 1995 - Kunstmin
- 1996 - Vijzel
- 2001 - Álbum Familiar
- 2004 - Licht
- 2009 - Ruis
- 2014 - Rotterdamse Lente
- 2014 - Mirror Mirror
- 2015 - Inside out
- 2016 - Courage
- 2017 - Home
- 2019 - Broos

## Choreografieën (selectie)
- 1992 - Moving Target
- 1993 - Donder Op - i.s.m. Philip Taylor en Roel Voorintholt
- 1995 - A Silent Place to Rest
- 1996 - Haven't I met you somewhere before
- 1998 - Made to Measure
- 1998 - Clown
- 2000 - Catch!
- 2000 - De Zuchten van Rameau
- 2001 - Meander
- 2002 - Bluf